# Carpa (tango)
Carpa (namiot) –  sposób tańczenia tanga argentyńskiego, w którym kobieta jest wychylona ze swojej osi i oparta na mężczyźnie.
Carpa może być użyta przed wykonaniem volcady. Carpa jest zawsze wykonywana w bliskim trzymaniu.